# Cúp bóng đá trong nhà U-20 châu Á
Cúp bóng đá trong nhà U-20 châu Á (tiếng Anh: AFC U-20 Futsal Asian Cup từ năm 2021, trước đó là AFC U-20 Futsal Championship) là giải đấu dành cho các cầu thủ bóng đá trong nhà trẻ hàng đầu thuộc các quốc gia thành viên của liên đoàn bóng đá châu Á. Giải lần đầu tiên được tổ chức vào năm 2017 và được tổ chức hai năm một lần. Kể từ 2021, giải đấu được đổi tên tiếng Anh từ "AFC U-20 Futsal Championship" thành "AFC U-20 Futsal Asian Cup", tuơng tự như một loạt giải đấu cấp đội tuyển quốc gia khác của AFC cũng được đổi tên sau năm 2020.

## Kết quả
| Năm           | Chủ nhà    |            | Chung kết | Chung kết     | Chung kết |       | Tranh hạng ba | Tranh hạng ba | Tranh hạng ba |  | Số đội |
| Năm           | Chủ nhà    | Vô địch    | Tỷ số     | Á quân        | Hạng ba   | Tỷ số | Hạng tư       |               |               |  | Số đội |
| 2017 Chi tiết | · Thái Lan | Iran       | 2–0       | Iraq          | Thái Lan  | 8–1   | Uzbekistan    | 21            |               |  |        |
| 2019 Chi tiết | · Iran     | · Nhật Bản | 3–1       | · Afghanistan | · Iran    | 9–1   | · Indonesia   | 12            |               |  |        |